# Bromethan
Bromethan, také nazývaný ethylbromid, zkráceně EtBr (tato zkratka se také používá pro ethidiumbromid), je organická sloučenina patřící mezi halogenalkany, s etherovým zápachem.

## Výroba
Výroba EtBr je vzorem pro další výroby bromalkanů.Obvykle se používá adice bromovodíku (HBr) na ethen:
H2C=CH2 + HBr → H3C-CH2Br
Bromethan je levný a málokdy se připravuje v laboratoři. Laboratorní přípravu lze provést pomocí ethanolu a směsi kyseliny bromovodíkové a sírové. Dalším možným postupem je refluxování ethanolu s fosforem a bromem; přitom se vytváří bromid fosforitý.

## Použití
V organické syntéze se EtBr používá jako syntetický ekvivalent ethylového (Et+) karbokationtu; tento kation se ve skutečnosti nevytváří. Jako příklady mohou sloužit přeměny solí karboxylových kyselin na ethylestery, karboaniontů na ethylaované sloučeniny, thiomočoviny na ethylisothiouroniové soli, a aminů na příslušné ethylaminy.

## Bezpečnost
Monohalogenované uhlovodíky s krátkými řetězci jsou, potenciálně nebezpečná, alkylační činidla. Bromidy jsou lepšími alkylačními činidly než chloridy a vystavení těmto látkám by se tak mělo omezovat.